# Munkong Sathienthirakul
Munkong "Turbo" Sathienthirakul (Bangkok, 6 oktober 1985) is een Thais autocoureur.

## Carrière
Sathienthirakul begon zijn autosportcarrière in 2002 in het karting. Hij won hier tot 2002 drie titels in het nationale kampioenschap. In 2010 stapte hij over naar het Thai Touring Car Championship. In 2011 kwam hij uit in de Thaise Honda Civic Cup, voordat hij overstapte naar de Thailand Super Series, waar hij in 2014 als tweede en in 2015 als vierde eindigde.
In 2015 maakte Sathienthirakul zijn debuut in zowel de TCR International Series als de TCR Asia Series voor Craft-Bamboo Racing in een Seat León Cup Racer tijdens zijn thuisrace op het Chang International Circuit. In de International Series eindigde hij de races als elfde en negende, waardoor hij als 38e in het kampioenschap eindigde met 2 punten. In de Asia Series kwalificeerde hij zich op pole position en won de eerste race, terwijl hij in de tweede race als tweede eindigde achter zijn landgenoot Tin Sritrai. Hierdoor werd hij zesde in het kampioenschap met 48 punten.